# الهدامة الخزامية
“الهدامة الخزامية” (التي تُسمي أيضا ب«الثورة الخزامية») (بالانجليزي: "Lavender Menace") هي مظاهرة داخل الحركة النسائية الأمريكية من قِبل مجموعة من المناضلات النسائيات المثليات الراديكاليات اللواتي عارضنَ إقصاء المثليات من الحركة بالإضافة إلى أنّهن عارضن تجاهل قضاياهن. بالأحرى كانت المظاهرة\الثورة عبارة عن فعل جماعي مخطط سابقا وقد تزامن مع افتتاح الكونجرس الثاني لتوحيد النساء والذي عقد في مدينة نيويورك سنة 1970. كان هدف المظاهرة تسليط الضوء على التهميش العنصري الذي تواجهه النساء المثليات على يد أخواتهم المغايرات جنسيا.
وتتكوّن صفوف ناشطات “الهدامة الخزامية” أعضاء المجموعتين “جبهة المثليين التحررية” و “المنظمة الوطنية للنساء،”  تشارك في المظاهرة نساء يُذكرن ناشطات مشهورات في تأريخ الحركة النسائية الأمريكية مثل: كارلا جاي ومارثا شيلي وريتا ماي براون ولويس هارت وباربارا لوف وإيلين شومسكي وارتيميس مارش وسينثيا فنك وليندا رودس وارلين كوشنير وإيلين برويدي وميشيلا جريفو وغيرهن من النساء الناشطات بالموجة النسوية الثانية.
تُعتبر الهدامة الخزامية حدث ذات مغزى تاريخي في تطوير الحركة النسوية الأمريكية وقد أثّرت على الموجة النسوية الثانية.و إنّ موضوع مشاركة المثليات والنساء الكويريات عمومةََ في الحركة النسوية موضوع يستقطب الآراء حتى اليوم من النواحي السياسية والتاريخية والجندرية.

## الأصول
الاستخدام الأول لعبارة “الهدامة الخزامية” يعود لبيتي فريدان التي كانت رئيسة المنظمة الوطنية للنساء، قالت العبارة في 1969 لتصف تصوّرها عن تهديد داخلي تواجهه الحركة النسائية المستجدة وهي ظاهريا وجود المثليات في الحركة وطلبهن لحقوقهن. ظنّت فريدان ومناضلات نسائية أخرى (اللواتي كانت شخصيا مغايرات جنسيا) أنّ الارتباط ما بين الحركة النسائية والمثلية الجنسية قد يعوق قدرة الحركة النسائية لتحقيق اهدافهن السياسية، وشعرن بالقلق أيضا نحو فكرة انتشار الصور النمطية للمثليات اللواتي اعتبرهن المجتمع «كارهات ضد الراجل» (و اللواتي يتشبهوا بِ “حسن صبي” أو عندهم صفات ذكورية)، خافن هؤلاء الزعيمات النسويات تحديدا من انّ الصور النمطية هذه قد تلعب دورا تبريريا لرفض متطلبات النسويين وقد تؤدي إلى محاربة الحركة كليا. نتيجةََ لإرشاد فريدان حاولت المنظمة الوطنية للنساء أن تبعد نفسها عن قضايا المثليات. مثل عدم شمل فرع منظمة مثلية في نيويورك على إعلان الاعتراف بالرعاية الذي يخص الكونجرس الأول لتوحيد النساء في شهر 11 1969 حيث شاركت المثليات في توميل ودعم الكونجرس مع أنّ اسماءهن لم تُدرج  في قائمة الراعيين. أدت  تصريحات فريدان عن المثليات وقرار عدم الاعتراف برعاية المثليات إلى استقالة الكاتبة النسوية ريتا ماي براون عن منصبها الإداري في المنظمة الوطنية للنساء في شهر فبراير 1970. أما بعض المفكرات والمناضلات النسائيات الأخريات فما حملن مسألة اشتراك المثليات في الحركة على محمل جد، وبعض النسائيات اعتبرنّ قضايا المثليات قضايا جانبية تشتت الوعي النسوي الأكبر والأهم. بعض المثليات انفسهن قامنَ باستعادة التعريف وبدأن استخدام «الهدامة الخزامية» وغيرها من الإهانات بطريقة إيجابية. وغضبت بعض المثليات من عدم تقدير أخواتهن النسويات لمساهمتهن في الحركة.

## الكونجرس الثاني لتوحيد النساء
ريتا ماي براون انتسبت لمجموعة توعية نسوية واقترحت للمجموعة تنظيم رد فعل جماعي استجابةََ للتعليقات المهينة المتوجّهة نحو المثليات. قررت المجموعة استهداف الكونجرس الثاني لتوحيد النساء والذي كان ليقع في مدينة نيويورك في تاريخ  1 مايو 1970 والذي ما كان ليشمل أي متحدثة رسمية مثلية (أو على الأقل نستطيع أن نقول أنّه ليس هناك مرأة معلّنة عن مثليتها بين المتحدثات) وكانت الخطة لتُنفذ خلال برنامج الخطابات. خططن تنفيذ حركة جماعية مفاجئة وسط الجلسة الإفتتاحية  للبرنامج وتوجّهت الخطة بشكل خاص على استخدام الفكاهة والمواجهة الغير عنيفة  من أجل توعية الحاضرين بمركزية التجارب المثلية وقضايا المثليات كجزء لا يتجزأ من القضايا النسائية شمولةََ. أعدت المظاهرات بيان نصي رسمي تحت عنوان ”المرأة المعرّفة بالمرأة” بل أعدن أيضا فانيلات باللون الخزامي مطبوع عليها كلمات “الهدامة الخازمية”، ولبسنها االنساء المظاهرات خلال المعارضة. ليس ذلك فقط بل أيضا أعدن لافتات إعلانية وردية اللون مكتوبة عليها شعارات مثل  “أنّ تحرير النساء مؤامرة مثلية فعلا” و “سوف تحب الهدامة المثلية”, ووزعن اللافتات بقاعة المجلس.

كانت كارلا جاي من مجموعة النساء المثليات المظاهرات في ذلك اليوم ووصفت الاحداث التي صارت بالكلام التالي:
“ قد استعددنا أخيرا. بدأ الكونجرس الثاني لتوحيد النساء في الساعة 7 مساءا 1 مايو في المدرسة المتوسطة 70 في شارع 17 الغربي في مانهاتن. تقدمت حاوالي 3000 امرأة إلى قاعة المدرسة. لا تكاد المتحدثة الأولى تصل إلى المنصة حتى أطفأت الضوء ميكيلا جريفو وجيسي فالستين من جبهة المثليين التحررية وسحبن سلق الميكروفون أيضا. (قد قامن بتفتيش المكان في اليوم السابق ولذلك عرفن كيفية تطبيق هذه الأشياء.) كنت أنا متنكرة وسط الجماهير واستطعت سمع متآمراتي وهنّ يجرنَ عبر الممرين. ضحكت بعضهنّ بينما صاحت البعض الأخر تمردا. وباللحظة التي قامت جيسي وميكيلا فيها باعادة شعل الاضواء كانن المثليات مصطفات الممرين لابسات فانيلاتهن الخزامية وحاملات اللافتات التي صنعناها. دعن البعض منهن  لكي تنضم إليهن الجماهير. قمتُ بدوري وصحتُ “نعم، نعم يا أخوات! تعبت من العيش في الخزانة بسبب الحركة النسوية” ومواجهةََ للرعب من قبِل الجماهير شلحت  بلوزتي الحمرى باكمامها الطويلة عنفا وتحتها كنتُ ألبس فانيلة الهدامة الخزامية. اندلعت أصوات الضحكة بينما انضممت  للأخريات في الممرين. صاحت ريتا ماي براون للجماهير: “مَن تريد الانضمام الينا؟” وردت إليها البعض “أنا، أنا أريد ذلك.” ثم شلحت  ريتا فانيلتها الخزامية مسببتاً  صيّحات  خوف من الجماهير مرة أخرى ولكنها في النهاية كانت تلبس فانيلة ثانية تحت الفانيلة الأولى. سمعنا  ضحكات أخرى، كانت يومها الجماهير بِصفنا.”

--كارلا جاي، "Tales of the Lavender Menace"
بعد الحيلة وزعت النساء المظاهرات نسخ ميميوجرافية للنص “المراة المعرّفة بالمراة” ثم استوحذن «الهادمات» منصة القاعة وشرحن درجة غضبهن من الإقصاء المتوجّه نحو المثليات والحركة النسوية بشكل عام. حاولنا بعض الأعضاء من لجنة تنظيم المؤتمر إعادة السيطرة على المنصة والعودة  إلى البرنامج الأصلي المخطط ولكنهن استسلمن في مواجهة صمود “الهادمات” والمجاهير وكانت الجماهير تعلن عن دعمهن من خلال إطلاق أصوات مستهجنة وتصفيقات. ثم  استخدمنَ المنصة لخطابات عفوية غير مخططة سابقا عن المثلية الجنسية ما بين النساء في الحركة النسوية وحتى تُدعي بعض المشاركات في المظاهرة لكي يقدّمن ورشات عمل  عن حقوق المثليات والرهاب ضد المثليين والمثليات في المجتمع بشكل عام، كما انضمت نساء مثليات ومغايرات من الكونجرس حفلة للرقص محدودة لحضور النساء فقط وكانت الحفلة من النوع التي كانت تقدّمها جبهة المثليين التحررية (كمنهج اجتماعي وسياسي).

## التداعيات
تُذكر مظاهرة “الهدامة الخزامية” والمنشور المتعلق بها ("المرأة المعرّفة بالمرأة”) نقطة تحول  في الموجة  النسوية الثانية وتُعتبر خطة تأسيسية للنسوية المثلية. استمرت الكثير من النساء المشاركات في المظاهرة واجتمعنَ حتى بعد تطبيق المظاهرة وقررن تأسيس منظمة مستدامة نشاطاتهن وفي نهاية النطاق اختارن الاسم “المثليات الراديكاليات.” تنبت مندوبات المؤتمر القادم للمنظمة الوطنية للنساء قرارا يعترف بالمثلية الجنسية وحقوق المثليات وأعلنا  بتقديرها "مسألة صالحة للنسوية" وهذا  في شهر 9 سنة 1971.
صرّحت سوزان  براونميلير في سنة 1999 أنّ حدث الهدامة الخزامية يدلّ على عدم سكوت المثليات في الحركة النسوية مستقبلا. كتبت  كارلا جاي وصف للحدث في مذكراتها وتقول أنه الفعل الأهم نفذته المثليات اللواتي رغبن اعتراف الحركة بوجودهن ومتطلباتهن وتقول أنه «أعاد  تشكيل العلاقة بين المثليات والنسوية على المدى الطويل،» كما تصف جاي شعورها بالحماس للتحرر المتوقع للنساء المثليات واللواتي شعرنَ بأنه أمر لا يمكن إيقافه في تداعيات الهدامة الخزامية.

## وصلات خارجية
- Radical Lesbians at GLBTQ
- The Woman-identified Woman by Radicalesbians